# 纳粹德国的大学教育
1933年5月，德国学生联盟在城镇广场（例如柏林洪堡大学）焚烧了大学图书馆中的书籍，这些书籍主要因为反纳粹主义、犹太主题或犹太作者而被认为具有文化破坏性，随后课程也进行了修改。马丁·海德格尔成为弗莱堡大学的讲师（后来成为校长），他在那里发表了许多纳粹主义演讲，例如1933年8月21日在发布的《领袖原则》。

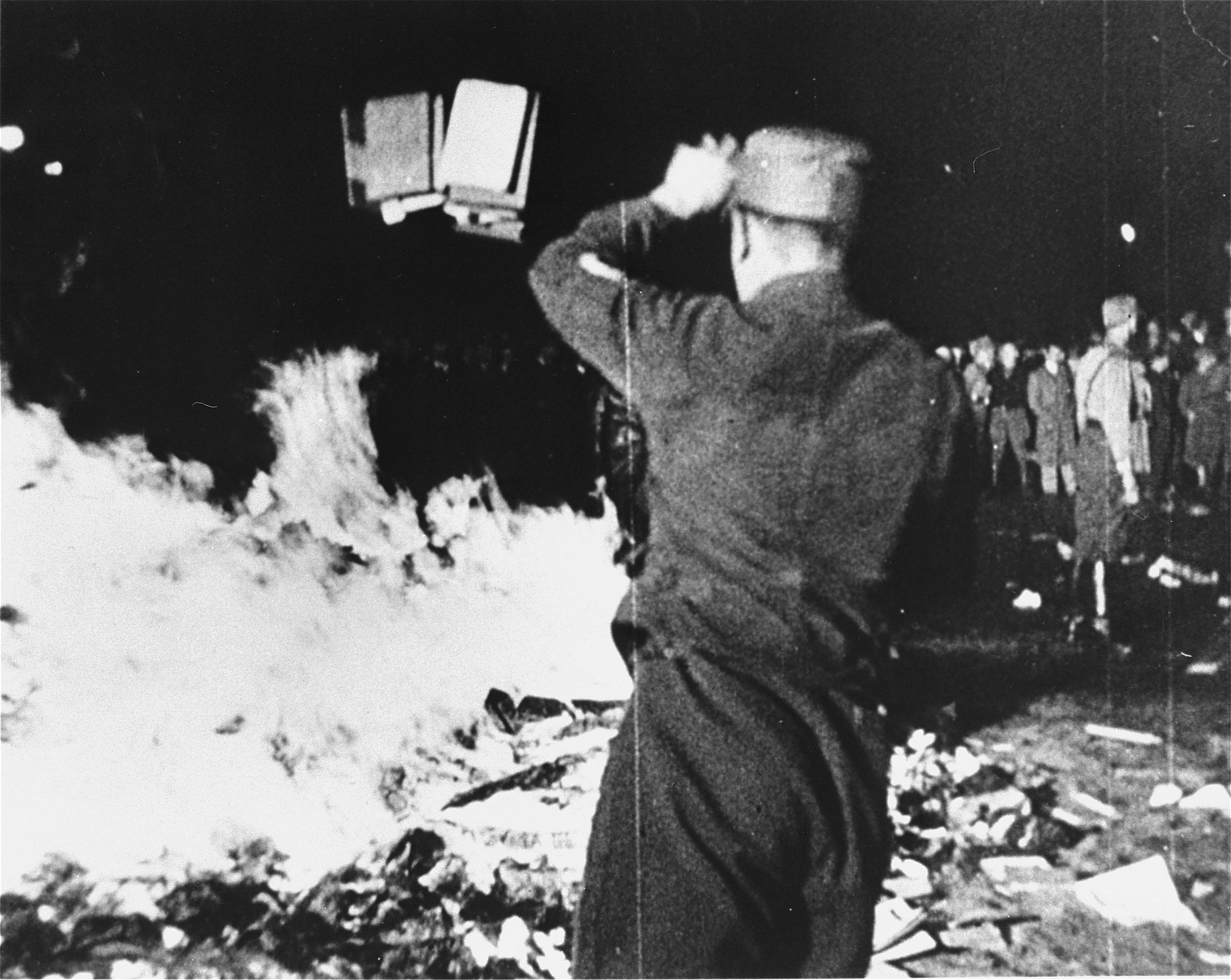
1933年5月10日的柏林的纳粹焚书。犹太人和左派人士的书籍都被焚烧

## 知名被开除教授
- 阿尔伯特·爱因斯坦
- 马克斯·玻恩
- 弗里茨·哈伯
- 奥托·迈尔霍夫
- 西奥多·阿多诺
- 马丁·布伯
- 恩斯特·布洛赫
- 马克斯·霍克海默
- 恩斯特·卡西尔
- 赫伯特·马尔库塞
- 莉泽·迈特纳

## 奥地利大学
维也纳大学被按照民族社会主义的方式被组织。

## 日耳曼化大学
第一所帝国大学在1939年11月4日在布拉格开始部署。
波兹南大学因德军占领在1939年关闭，又在1941年4月27日重新开放，并改名为波兹南帝国大学。该大学因为1944年进一步的军事行动被关闭，而原先的波兹南大学在1945年重新开放。
斯特拉斯堡大学在1939年被转变为Clermont-Ferrand。斯特拉斯堡帝国大学（Reichsuniversität Straßburg）从1941年11月23日存在至1944年斯特拉斯堡被盟军占领。该校被作为用犹太人和其他集中营囚犯做实验材料的医学实验场所。